# 아키타현 제3구
아키타현 제3구(일본어: 秋田県第3区)는 일본의 중의원 선거구이다. 1994년 공직선거법이 개정되면서 신설되었다.

## 지역
- 요코테시
- 유리혼조시
- 유자와시
- 다이센시
- 센보쿠시
- 니카호시
- 센보쿠 군
- 오가치군

(구역은 옛 아키타현 제2구와 동일)
- 이와테현 제2구, 기후현 제4구에 이어 혼슈에서는 3번째로 면적이 넓은 중의원 선거구이다.

## 역대 국회의원
| 선거          | 선거          | 의원                | 정당   |
| ------------- | ------------- | ------------------- | ------ |
|               | 1996년 제41회 | 무라오카 가네조     | 자민당 |
| 2000년 제42회 |               | 무라오카 가네조     | 자민당 |
|               | 2003년 제43회 | 미노리카와 노부히데 | 무소속 |
|               | 2005년 제44회 | 미노리카와 노부히데 | 자민당 |
|               | 2009년 제45회 | 교노 가미코         | 민주당 |
|               | 2012년 제46회 | 미노리카와 노부히데 | 자민당 |
| 2014년 제47회 |               | 미노리카와 노부히데 | 자민당 |
| 2017년 제48회 |               | 미노리카와 노부히데 | 자민당 |